# Thái Văn hầu
Sái Văn hầu (chữ Hán: 蔡文侯; trị vì: 611 TCN-592 TCN), tên thật là Cơ Thân (姬申), là vị vua thứ 16 của nước Sái – chư hầu nhà Chu trong lịch sử Trung Quốc.
Sái Văn hầu là con của Sái Trang hầu - vua thứ 15 nước Sái. Năm 612 TCN, Sái Trang hầu mất, Cơ Thân lên nối ngôi, tức là Sái Văn hầu.
Sử sách không ghi chép sự kiện xảy ra liên quan tới nước Sái trong thời gian ông làm vua.
Năm 592 TCN, Sái Văn hầu mất. Ông ở ngôi được 20 năm. Con ông là Cơ Cố lên nối ngôi, tức là Sái Cảnh hầu.